# Den Danske Internationale Brigade
 For alternative betydninger, se Internationale brigader. (Se også artikler, som begynder med Internationale brigader)
Den Danske Internationale Brigade (forkortet DIB) var en fredsbevarende styrke i det danske forsvar. De skulle med kort varsel kunne rykke ud til fredsbevarende eller humanitære opgaver i hele verden. De havde mulighed for at rykke ud for NATO, FN, OSCE og det danske forsvar.
Folketinget vedtog ved lov nr. 909 af 8. december 1993, at Danmark skulle have en international brigade med en personelstyrke på i alt cirka 4.500 mand. Heraf skulle ca. 80 procent være personale med en særlig rådighedskontrakt, og de resterende 20 procent skulle være fast tjenestegørende personale i forsvaret. Den Danske Internationale Brigade (DIB) skulle som helhed eller med dele af enheden:
- Deltage i humanitære, fredsbevarende, fredsskabende og lignende operationer i rammen af FN eller OSCE (Organisationen for Sikkerhed og Samarbejde i Europa).
- Stlles til rådighed for NATO, primært i de hurtige reaktionsstyrker.
- Deltage i det nationale forsvar.

Til brigaden hørte også et felthospital (FHOSP), under 9. Logistikbataljon, som var designet til at yde en behandling, der svarede til normal dansk sygehusstandard.
Den 1. juli 1994 blev DIB`en formelt erklæret for oprettet med en parade på Vordingborg Kaserne, hvor bl.a. FN’s undergeneralsekretær for fredsbevarende operationer, Kofi Annan, deltog. Den stod færdig til indsættelse i 1997. Frem til forsvarsforliget for 2004-09, hvor hele Forsvaret blev omstillet til internationale operationer, var DIB’en den organisatoriske ramme for Hærens deltagelse i internationale operationer. Den 15. februar 2005 blev DIB`en nedlagt igen.
Brigaden blev oprettet med stab og enheder, fra den nyligt nedlagte 2. Sjællandske Brigade (nedlagt 30 juni 1994). Efterfølgende blev DIB'en udvidet med et Luftværnsmissilbatteriet, en Logistikbataljonen og et Telegrafkompagniet for at styrke brigaden evne til at operere selvstændig i længere tid.

## Organisation
1994–2001
- Stab/DIB
- 5. Brigade/Stabskompagni (Danske Livregiment)
- I/DLR Panserinfanteribataljon (Danske Livregiment)
- I/SJLR Panserinfanteribataljon (Sjællandske Livregiment)
- II/SJLR Panserbataljon (Sjællandske Livregiment)
- 5. Spejdereskadron (Gardehusarregimentet)
- Lufværnsmissilbatteri (Kongens Artilleriregiment)
- 5. Artilleriafdeling (Kongens Artilleriregiment)
- 5. Panseringeniørkompagni (Ingeniørregimentet)
- 4. Trænbataljon (DANILOG)
- 9. Logistikbataljon (DANILOG)
- 5. Militærpoliti Detachement (Trænregimentet)

2000–2005
- Stab/DIB
- 5. Brigade/Stabskompagni (DANILOG)
- II/GHR Panserinfanteribataljon (Gardehusarregimentet)
- IV/PLR Panserinfanteribataljon (Prinsens Livregiment)
- III/JDR (Jydske Dragonregiment)
- 5. Spejdereskadron (Jydske Dragonregiment)
- Luftværnsmissilbatteri (Dronningens Artilleriregiment)
- 5. Artilleriafdeling (Kongens Artilleriregiment)
- 5. Panseringeniørkompagni (Ingeniørregimentet)
- 4. Trænbataljon (DANILOG)
- 9. Logistikbataljon (DANILOG)
- 5. Militærpoliti Detachement (Trænregimentet